# Nikolaj Bažukov
Nikolaj Serafimovič Bažukov (rusky: Николай Серафимович Бажуков; 23. července 1953, Troičko-Pečorsk) je bývalý ruský a komijský běžec na lyžích, který reprezentoval Sovětský svaz. Je držitelem tří olympijských medailí, z toho jedné individuální - zlata ze závodu na 15 kilometrů na hrách v Innsbrucku roku 1976. Krom toho má štafetové zlato z Lake Placid 1980 a štafetový bronz z Innsbrucku. V roce 1976 získal na patnáctikilometrové trati svůj jediný titul mistra Sovětského svazu. Po konci závodní kariéry vystudoval Leningradský vojenský ústav tělesné výchovy, absolvoval roku 1984. V roce 1984 začal trénovat a připravoval družstvo mužů Komijské republiky a také družstvo lyžařů ozbrojených sil (vojákem byl již jako aktivní sportovec). Roku 1991 zanechal trenérství, odešel z armády v hodnosti majora a dal se na soukromé podnikání. V roce 2005 byl jmenován poradcem prezidenta Komijské republiky pro otázky tělesné kultury a sportu. Stal se rovněž poslancem Veřejné komory Komijské republiky, za putinovskou stranu Jednotné Rusko.